# النقابة العامة للعاملين بتكنولوجيا المعلومات مصر
نقابة العاملين بتكنولوجيا المعلومات والبرمجيات هي نقابة مستقلة تأسست عام 2013 تحت اسم نقابة العاملين بتكنولوجيا المعلومات والبرمجيات، الهدف من النقابة الارتقاء وررعاية العاملين بمجال تكنولوجيا المعلومات من غير الحاصلين علي مؤهل هندسي نقابة المهندسين المصرية.

## تأسيس النقابة
في  بداية أيام الثورة المصرية ثورة يناير  شعر العاملون بمجال تكنولوجيا المعلومات علي اختلاف درجاتهم العلمية لحاجتهم لكيان يدافع عنهم ويحمي مصالحهم وكانت البداية الأولي والانطلاقة من خلال مجموعه من العاملين بالمجال وكان الاجتماع الأول في شهر يوليو 2011.